# Krumpakan
Krumpakan is een bestuurslaag in het regentschap Magelang van de provincie Midden-Java, Indonesië. Krumpakan telt 990 inwoners (volkstelling 2010).